# Покрышкино (Калининградская область)
Покры́шкино — посёлок в Нестеровском муниципальном округе Калининградской области России.

## История
В 1938 году деревня Допёнен (нем. Dopönen) переименована в Грюнвайде (нем. Grünweide). В 1947 году указом Президиума Верховного Совета РСФСР населённому пункту присвоено наименование посёлок Покрышкино.

## Население
| 1910 | 1933 | 1939 | 2002 | 2010 |
| ---- | ---- | ---- | ---- | ---- |
| 311  | ↗317 | ↘300 | ↘277 | ↗295 |

## Улицы
- ул. Дорожная,
- ул. Луговая,
- ул. Молодёжная,
- ул. Хуторская,
- ул. Школьная.